# Diego Valor
Diego Valor va ser un serial radiofònic emès per la Cadena SER des de finals de 1953 fins al juny de 1958, que seria posteriorment adaptat al còmic (1954-58), al teatre (1956) i una sèrie de televisió (1958). Està inspirat, al seu torn, en la sèrie de còmic anglesa Dan Dare.

## Argument
Diego Valor narra les aventures futuristes de l'heroi homònim, qui acompanyat pels seus ajudants Laffitte i Portolés i la bella Beatriz, ha d'enfrontar-se a les forces del mal - representades pel General Sandor i Mekong - per salvar la Terra d'invasions marcianes.

## El serial radiofònic (1953-58)
A la ràdio se'n varen retransmetre 1.200 emissions diàries de quinze minuts cadascuna, a través de les quaranta-quatre emissores que posseïa llavors la Societat Espanyola de Radiodifusió (SER), des d'octubre del 1953 a juny del 1958. El guió fins al 1954 va ser una adaptació del còmic britànic Dan Dare. A partir de la data assenyalada, els guions els va escriure Enrique Jarnés Bergua "Jarber". El seu protagonista estava encarnat per Pedro Pablo Ayuso.

## El còmic
Es van editar dues sèries, ambdues per Editorial Cid, i amb el mateix guionista que el serial radiofònic, "Jarber", així com dibuixos d'Adolfo Buylla i Bayo.
Primera època (20 de juny de 1954 a desembre de 1956)
Se'n varen publicar 124 números ordinaris publicats setmanalment i un almanac, incloent les aventures:
- Diego Valor
- Diego Valor y el Príncipe Diabólico
- Diego Valor y el misterio de Júpiter

Va aconseguir un tiratge màxim de 125.000 exemplars setmanals.
Segona època (abril de 1957 a març de 1958) Va constar de 44 numeros ordinaris i tres extraordinaris, incloent les aventures
- Diego Valor y el misterio de Júpiter
- Diego Valor y el mundo subterráneo
- Diego Valor y el Planeta errante.[2]

Tercera època (3ª setmana d'octubre de 1963 a 6 de febrer de 1964)
17 pàgines setmanals a tot color.
La revista Bang va publicar el 1972 una historieta de cinc pàgines dibuixada per Buylla el 1971. A més, Diego Valor va tenir el 1955 una paròdia entre la sàtira i l'homenatge que va realitzar Rafa amb el títol de Riego Calor. També va tenir infinitat de seguidors en el camp del còmic.
Quarta època (2013-)
En format apaïsat i en àlbum, noves aventures del personatge editat per EDT
Diego Valor, una fogata en la Luna guió d'Andreu Martín, dibuixos d'Enrique Ventura i portada de Daniel Acuña.

## Publicitat per emplaçament
Tant en les emissions radiofòniques com en els còmics, els protagonistes consumien xocolata "Svylka" de la casa Matías López en un clar exemple de publicitat indirecta.
Va haver-hi vuit contes publicitaris radiofònics, d'altres tants minuts de durada, guió de "Jarber" per a Plàstics Mabel.

## Joguines
Es va generar un marxandatge que va incloure els següents objectes: desintegrador, perforadora volant i comunicadors Walky-Talky (joguines), dues sèries de cromos per xocolata "Svilka", figures de plàstic i goma dels personatges, rellotges, disfresses, caretes i palau de Mekonta.
Pel que fa als cromos, a principis de 1956, patrocinat per la firma Xocolates Matías López, es va imprimir una col·lecció d'estampes a color del personatge. Les il·lustracions van ser obra de Buylla i Bayo. El primer, com en els còmics, s'encarregava de fer el llapis i el segon la tinta. El color va ser fet amb aquarel·la i guaix per Buylla. En aquest àlbum es va pretendre fer un reportatge del primer episodi del personatge amb el títol Una aventura a Venus. Estava subdividit en sèries d'acord amb la classificació següent: a) Personatges; b) Armes; c) Naus; d) Uniformes i vestits; e) Fauna; f) Flora i paisatges; g) Edificis i ciutats; h) Batalles; i) Personatges; j) Invents; k) Aventures; l) Monuments. Algunes d'aquestes sèries van superar el centenar de cromos.

## Teatre (1956-1959)
Funció setmanal els diumenges, representada del 1956 al 1959. Es van representar els següents títols:
- 1956  Diego Valor, el Pilot de l'Espai
- 1957  Diego Valor i el Príncep Diabòlic
- 1958  Diego Valor i els Home sense cara

## Adaptació televisiva (1958)
A la embrionària Televisió Espanyola, emissió setmanal que va començar al maig de 1957 i va finalitzar al maig de 1958 amb un total de 22 programes. Va ser una de les primeres sèries de producció pròpia emesa per Televisió espanyola.
El guió també va ser escrit per "Jarber". Després de l'emissió de cada episodi, destinat a un públic essencialment infantil i juvenil, la presentadora Blanca Álvarez sortejava regals entre els nens que havien escrit al programa.

### Repartiment
- Ignacio de Paúl...Diego Valor.
- Pilar Arenas...Beatriz Fontana.
- Mario Moreno...Laffitte.
- Ricardo Tundidor...Portolés.
- José Manuel Martín...Mekong.
- Urbano Doufour...General Sandor.
- Fernando Martínez Delgado.
- Serafín García Vázquez.
- Modesto Blanch.